# アユパーク舟形
アユパーク舟形（アユパークふながた）は、山形県最上郡舟形町にある河川公園。

## 概要
舟形橋(国道13号)から上流2.5km、松原アユが採れることで知られる最上小国川沿いに整備された河川公園。芋煮会をすることができるいも煮広場が存在する。公園沿いにはサイクリングロードも整備されている。
毎年9月の第2土、日曜日は「ふながた若鮎まつり」が開催される。2020年と2021年は新型コロナウイルス感染拡大の影響で中止となった。2022年、3年ぶりに開催した。

## 施設概要
- 噴水
- 鮎型水路
  - 鮎つかみ体験といったイベントも行っている。
- チャイルドランド
- ミニサッカー場
- いも煮広場
- サイクリングロード

## アクセス
- JR舟形駅から徒歩で5分[5]。

## 周辺
- 舟形町役場